# Медведь (ресторан)

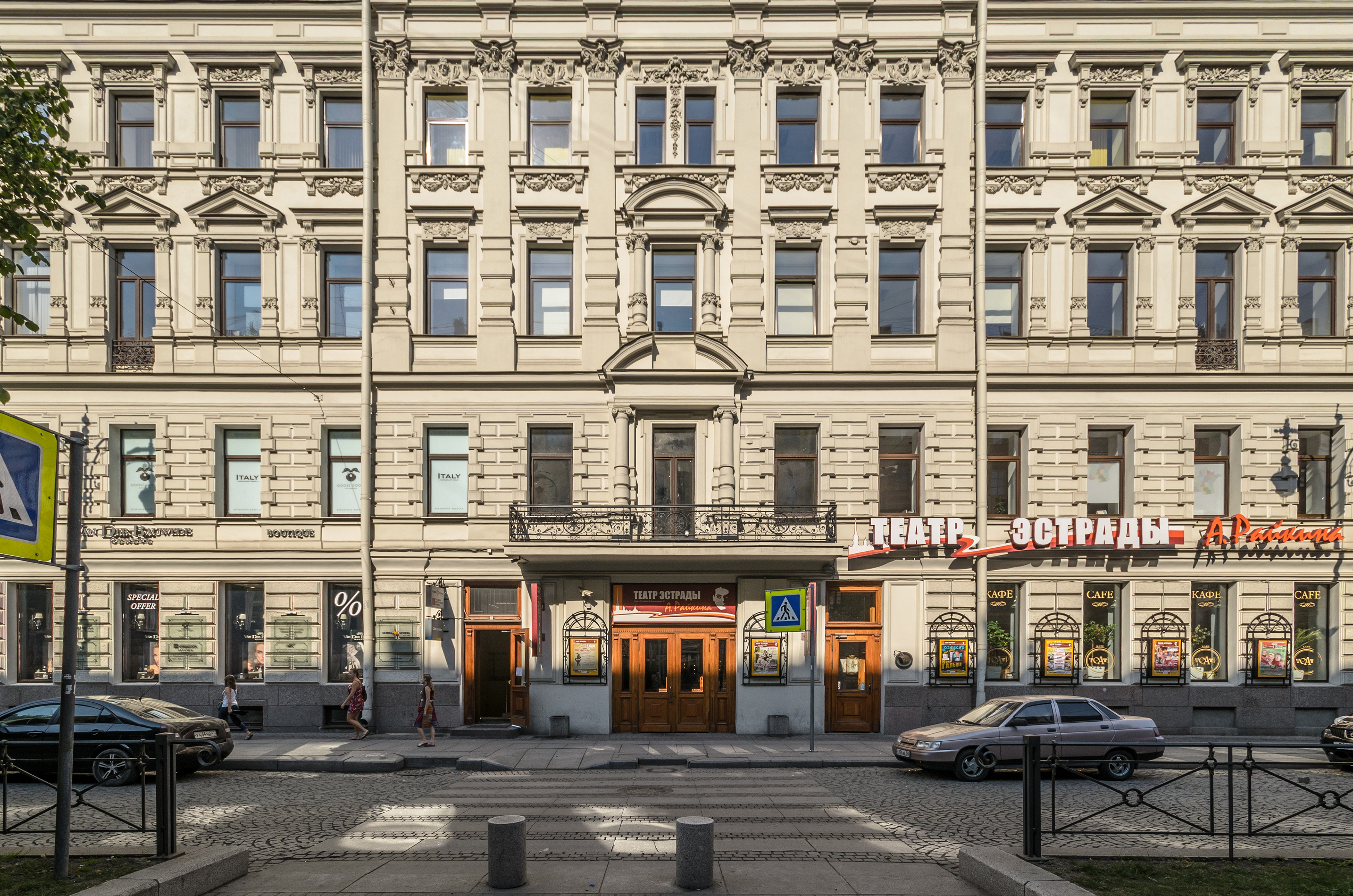
Дом Большой Конюшенной, 27, где располагался ресторан

«Медведь» — ресторан, работавший в дореволюционном Петербурге по адресу Большая Конюшенная улица, 27. Посетителей у входа встречало чучело медведя с подносом в лапах. Это стало своеобразной визитной карточкой ресторана. В заведении подавали в основном блюда русской кухни. Один из залов ресторана представлял собой бывший двор, переделанный в атриум со стеклянной крышей. Ресторан посещали многие известные культурные деятели. Сегодня в помещениях бывшего ресторана располагается Театр эстрады имени А. И. Райкина.
После того, как «Медведь» перестал существовать, среди дорогих ресторанов Ленинграда и затем в провинции возникла традиция украшать вход чучелами медведей, чтобы подчеркнуть свою респектабельность.

## История
Ресторан был открыт бельгийцем Эрнестом Игелем в 1878 году на территории шести сдаваемых покоев «Демутова трактира». В 1880-х годах ресторан приобрело Петербургское городское кредитное общество, затем его владельцем стал Павел Григорьевич фон Дервиз. В 1890-х годах ресторан приобрёл Алексей Судаков, владелец ресторана «Яр» в Москве. На момент приобретения «Медведь» оставался известным, но уже пребывавшем в упадочном состоянии заведением. Судаков перестроил ресторан, значительно расширив его площадь. Так, в «Медведе» было 20 кабинетов и два зала на 100 и 150 мест. 

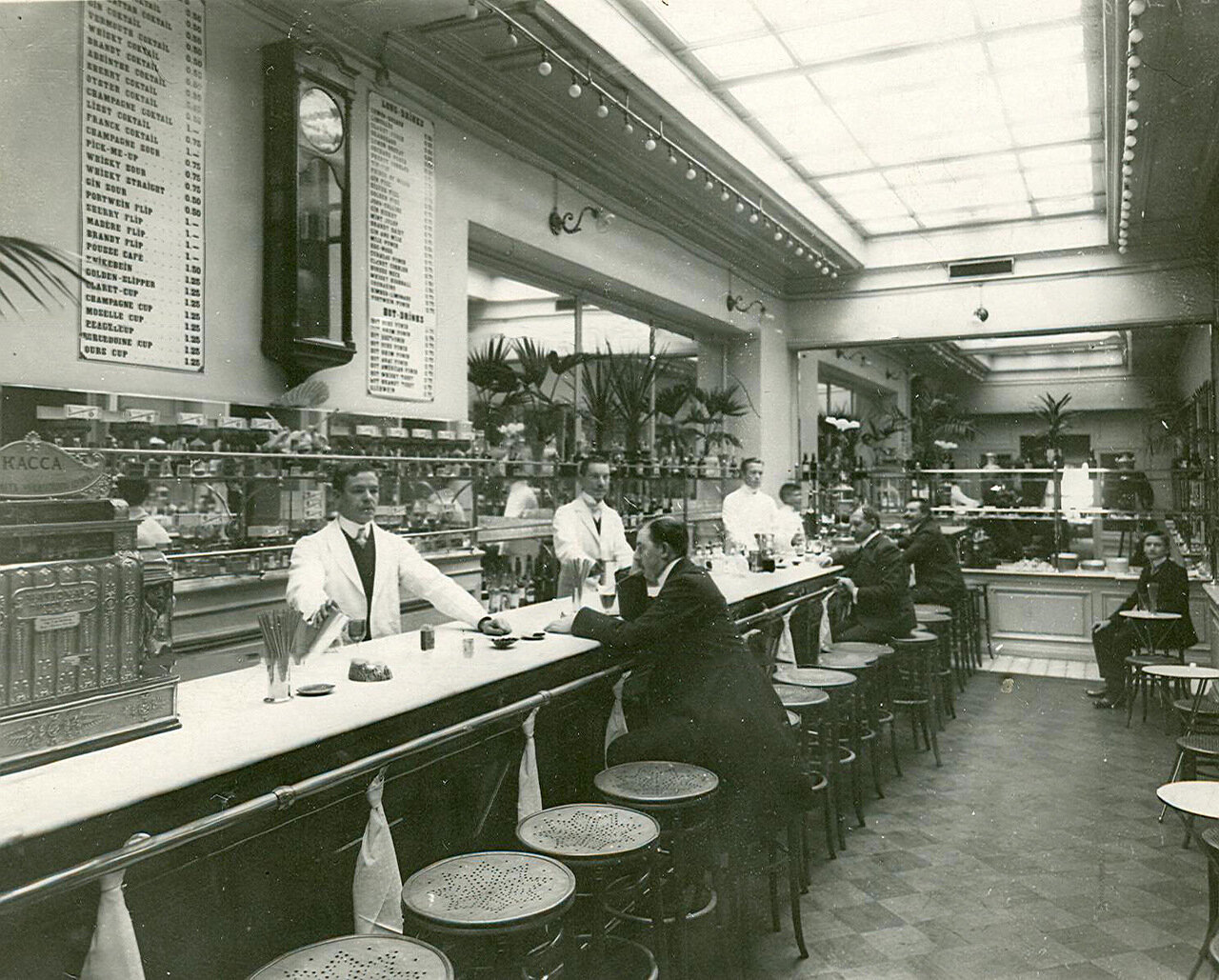
Коктейль-бар при ресторане «Медведь», 1906 год

Заведение обслуживало 70 официантов и 45 поваров. Главный ресторанный зал был надстроен стеклянной крышей, также там была оборудована эстрада, на которой выступали парижские кафешантанные звёзды. По воспоминаниям современников, в ресторане в основном подавали блюда русской кухни и меню печаталось на русском языке, хотя также присутствовали французские блюда. Завтраки стоили 60 копеек, обеды - 1-1,5 рубля.
В 1898 году Судаков перекрыл железостеклянным перекрытием двор со стороны Большой Конюшенной улицы и устроил там большой зимний сад и один из самых первых атриумов в городе. Позже, однако, территория сада была отдана Русскому торгово-промышленному коммерческому банку, в который можно было попасть через вход посередине здания, а в сам ресторан — слева.
В 1905 году в «Медведе» был открыт первый в Петербурге «американский бар», где предлагали на высоких стойках смешанные напитки. Бар привлёк в ресторан новых клиентов, впервые увидевших барную стойку, высокие стулья и коктейли. Выпивать в «американский бар» приходили многие состоятельные граждане и писатели, после этого в обиход вошла фраза «барское настроение» для описания алкогольного опьянения.

«Пришли к „Медведю“, взобрались на стулья, получили по высокому стакану со льдом и с очень вкусным и пьяным снадобьем, выпили и повторили»
— офицер  Юрий Макаров
Вскоре бары американского образца стали появляться в других ресторанах, в основном гостиничных и загородных. Тем не менее, интерес к барам довольно быстро угас, и они не оправдали ожиданий их владельцев.
|                                      |  |  |  |
| Интерьеры ресторана, начало XX века. |  |  |  |

В 1914 году в ресторане был проведён капитальный ремонт, и помещение-атриум, занятое банком, отошло обратно ресторану. В нём был оборудован ресторанный зал, вмещавший до 250 посетителей. Зал прямоугольной формы имел полукруглую эстраду с двумя лестницами по обеим сторонам. Также в это время был открыт летний филиал «Медведя» в дачном Парголове. Связано это было с тем, что летом большая часть посетителей уезжала на дачи и сам ресторан закрывался на лето.
В 1917 году ресторан был закрыт.

### Goose Goose
В 2014 году сетью Italy Group в части помещений бывшего Медведя был открыт ресторан итальянской кухни Goose Goose. Помещение ресторана с открытым балконом оформлено в авангардном стиле с английскими креслами и украшено мотивами Мондриана. 
В 2025 году при ресторане был открыт бар «Медведь», где в изначальном помещении на 100 метров была восстановлена знаменитая барная стойка. Для этого представители Goose Goose изучали исторические документы, фотографии, приобрели несколько предметов на удельном рынке, связанных с дореволюционным рестораном.

## Посетители
Ресторан стал одним из самых популярных заведений в дореволюционном Петербурге. Его посещали купцы, предприниматели, заводчики и богатые фабриканты. Основная публика съезжалась сюда после окончания спектаклей. Так как большая часть посетителей «Медведя» уезжала за город на дачи, ресторан работал сезонно — с сентября по май и закрывался на лето.
Вскоре после открытия «Медведя» его стали постоянно посещать петербургские литераторы. Здесь проводила ежемесячные обеды редакция «Биржевых ведомостей», с 1879 года — «Молвы». Игель специально для них оборудовал подвальный этаж. Приглашения к обеду редакцией составляли в стихотворной форме:

Седьмого марта, то есть в среду,

В «Медведь» опять придут к обеду

Распространители «Молвы»,

Ответьте — будете ль и Вы?
В 1902 году ресторан «Медведь» посещал президент Французской республики Эмиль Лубэ вместе с французскими журналистами, на мероприятие прибыло более 500 гостей.
В ресторане также устраивались праздники в честь знаменитых юбиляров, например актрисы Марии Савиной, Константина Варламова или Алексея Суворина.